# Anzi (Marroc)
Anzi (en àrab انزي, Anzī; en amazic ⴰⵏⵣⵉ) és una comuna rural de la província de Tiznit, a la regió de Souss-Massa, al Marroc. Segons el cens de 2014 tenia una població total de 7.658 persones.